# Supermac’s
Supermac’s — ирландская сеть ресторанов быстрого питания, открытая в 1978 году. Первый ресторан был расположен в Баллинасло, небольшом городке в графстве Голуэй на западе Ирландии. По состоянию на 2015 год сеть насчитывает 106 ресторанов, разбросанных по всей Ирландии и Северной Ирландии. Функционирует также множество точек франшизы, включая частные рестораны. Supermac’s обслуживает в среднем 320 000 клиентов в неделю, имеет годовой доход 79,9 млн евро и получает прибыль 7,4 млн евро, согласно годовому отчёту за 2013 год.
Головной офис компании расположен в бизнес-парке в Баллибрите, графство Голуэй.

## История
Первый ресторан был открыт в Баллинасло, графство Голуэй, на западе Ирландии Патом и Уной Макдонахами.
На ноябрь 2013 года Supermac’s — крупнейшая ирландская сеть быстрого питания. Франшиза включает более 100 торговых точек по всей республике и в Северной Ирландии. В июне 2014 года Supermac’s открыл свой 100-й магазин в Barack Obama Plaza на автомагистрали M7. Supermac’s также эксклюзивно управляет брендом Papa John’s Pizza в Ирландии, а также SuperSubs, который предлагает широкий выбор сабов, врапов и салатов. На 2015 год в компании работало более 3000 человек.

## Корпоративный обзор

### Название

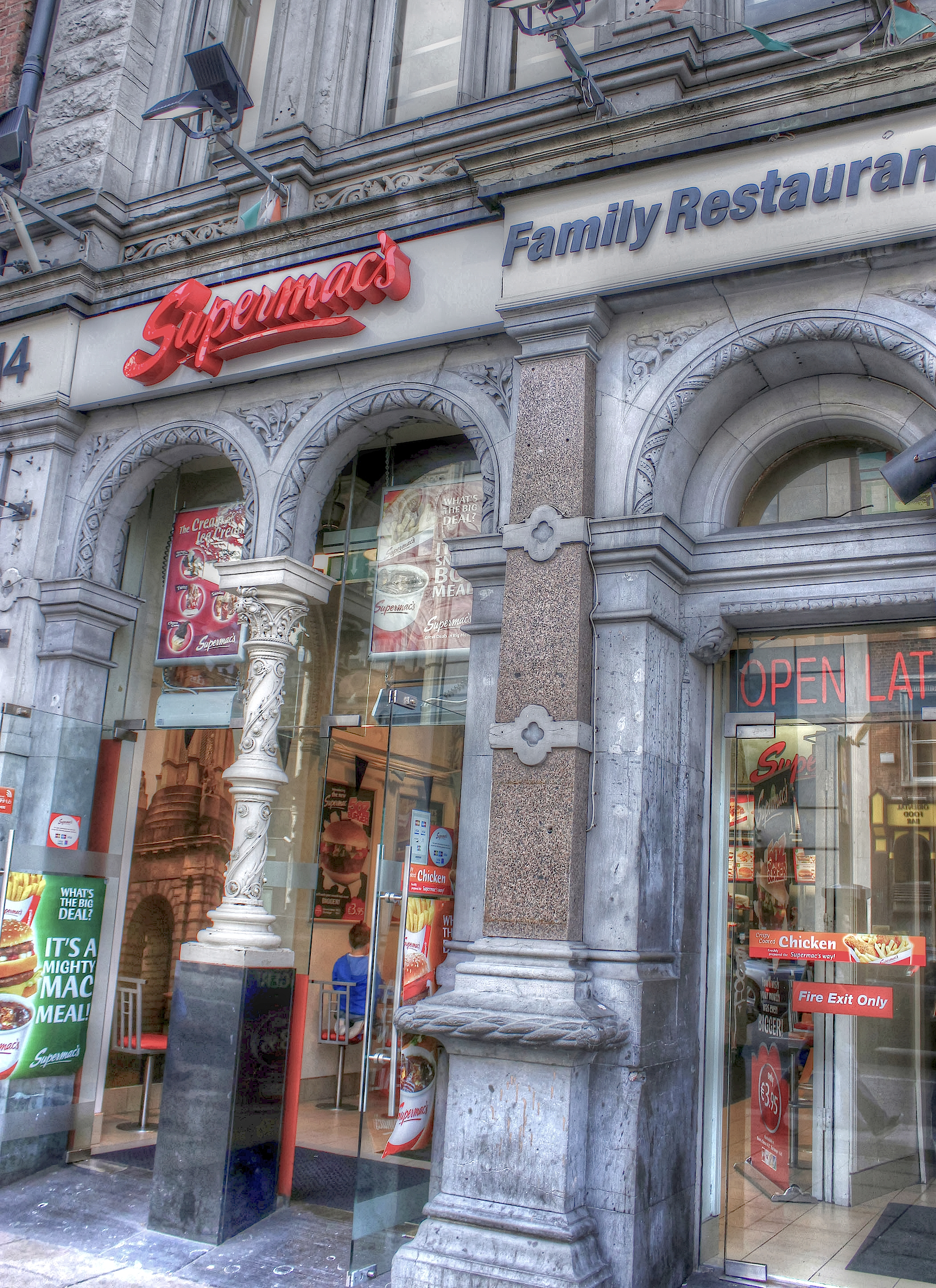
Ресторан Supermac’s

Ресторан получил своё наименование благодаря как местным жителям, так и его владельцам: основатель бизнеса Пэт МакДонах получил прозвище «Супермак», когда играл в гэльский футбол за колледж кармелитов в Моате. Название Supermac’s стало естественным выбором для наименования его бизнеса.

### Международные операции
Помимо Supermac’s Ireland Ltd, Пат и Уна МакДонах также владеют Claddagh Irish Pubs & Restaurants — сетью из одиннадцати ирландских баров и ресторанов, работающих в 8 штатах Среднего Запада в США.
Supermac’s — крупнейшая ирландская сеть ресторанов быстрого обслуживания, проводящая политику постоянного расширения и роста. Компания Supermac’s Holdings Ltd. подала заявку на использование торговой марки Supermac’s в Европе и Австралии, планируя открыть филиалы в каждой юрисдикции по просьбе жителей 15 городов по всему миру.
В июне 2013 года SuperMac открыл сотый магазин в Barack Obama Plaza на автомагистрали M7. Компания ещё больше расширила свой бизнес в сфере автосервиса за счёт развития Tipperary Town Plaza и Mallow N20 Plaza на ключевых национальных маршрутах. В феврале 2016 года компания открыла ещё одну торговую площадь в Килтуллах, Голуэй, на перекрёстке М6 в Лафрее

### Отели
Компания также расширила свои деловые интересы в сфере гостеприимства путём приобретения и развития отелей Castletroy Park Hotel, Limerick, Loughrea Hotel & Spa, Galway и Charleville Park Hotel в Корке и The Killeshin Hotel, Порт-Лиише.

## Реклама
Supermac’s инициировал кампанию «Верни их домой», по воссоединению ирландских семей, чьи родственники жили по всему миру, на Рождество. В период с 2012 по 2013 год благодаря Supermac’s в страну прилетели 43 человека, эмигрировавших из Ирландии во время экономического спада в разные страны мира, чтобы быть со своими семьями и друзьями во время праздников. Кампания была поддержана на национальном уровне на 2FM Tubridy Show и в рамках RTÉ One The Late Late Show, победители удивили свои семьи тем, что воссоединились в прямом эфире во время рождественской недели. Победители прибыли из Торонто, Чикаго, Мельбурна, Сиднея и Нью-Йорка. Кампания Таймс-сквер Supermac’s проводилась на Таймс-сквер, 7-й авеню, в одном из самых известных зданий Нью-Йорка.
Канал Fox News признал эту сеть ресторанов одной из «Топ-10, чтобы попробовать», в то время как USA Today признала Supermac’s одной из «Топ-сетей иностранных компаний, которые мы хотим перенести в США».

### Спонсорство
В регионах своего присутствия Supermac’s спонсирует искусство, культуру и спорт. Их ассоциация с Galway Hurling является самой продолжительной внутригосударственной спонсорской поддержкой GAA в стране, она продолжается уже двадцать пятый год. В 2013 году была подписана новая сделка, в рамках которой впервые были организованы соревнования по хёрлингу и футболу в Голуэе. Новая сделка включает в себя спонсорство футбола и хёрлинга в Голуэе во всех возрастных группах. На сегодняшний день Supermac’s инвестировала более 2 миллионов евро в Galway Hurling.
Компания также регулярно спонсирует другие виды спорта, такие как регби, европейский футбол, футбол по международным правилам (2005) и скачки (гонки в Лимерике, Баллинроб).
Компания Supermac’s участвовала в национальной спонсорской программе The Ray Foley Show Programme (Today FM) с 2010 по 2012 год. Через RTÉ 2FM компания спонсировала The Will Leahy Show с 2012 по 2014 год.
На международном уровне сеть ресторанов выступила спонсором Volvo Ocean Race в 2009 и 2012 годах во время этапа гонки в Голуэе. Supermac’s также был главным спонсором Cannonball Ireland в 2012 и 2014 годах.

## Дело о товарных знаках ЕС
Компания McDonald’s возражает против заявки Supermac’s на регистрацию товарного знака своего имени и некоторых наименований продуктов на том основании, что названия Supermac’s и McDonald’s похожи. В своем представлении McDonald’s утверждал, что название Supermac’s визуально похоже на их товарный знак, в то время как Supermac’s утверждает, что они торговали вместе с McDonald’s в Ирландской Республике более 30 лет без путаницы. McDonald’s одержал частичную победу, когда Управление ЕС по гармонизации на внутреннем рынке (OHIM) постановило, что Supermac’s может торговать под своим собственным именем в ЕС, но отклонило заявки Supermac’s на товарные знаки для нескольких элементов, включая позиции в меню. В решении сказано, что покупатели могут быть «введены в заблуждение относительно того, является ли Supermac’s новой версией McDonald’s», учитывая почти идентичные продукты, предлагаемые обеими сетями.

## Благотворительная деятельность
Supermac’s пожертвовал деньги благотворительным организациям, таким как Trocaire, и местным благотворительным организациям, включая Alan Kerrins African Projects. Он также проводил благотворительные акции на своих аутлетах, таких как Shave or Dye на Today FM.